# Margarita Oropeza
Margarita Oropeza (Santa Ana, Sonora, 10 de junio de 1947 - Hermosillo, 10 de septiembre de 2019) fue una periodista y escritora mexicana.

## Trayectoria
Obtuvo su título de Licenciada en Letras por la Universidad de Sonora, donde también realizó estudios de danza y de teatro. Fue maestra durante más de diez años en el Universidad de Sonora y escuelas preparatorias. Posteriormente se dedicó al periodismo cultural. Fue encargada de la coordinación de literatura en el Instituto Sonorense de Cultura.

### Obra
- El hilo de Ariadna (cuento).[2]
- Sueño de sol y arena (cuento; Garabatos, Sonora).
- A pesar de la lluvia (teatro).
- Después de la montaña (novela).
- La colina del ciprés (novela).
- Una cenicienta sin zapato (novela; Almuzara, España).
- El fauno y el mar (novela).

## Premios y reconocimientos
- Premio universitario de cuento (Universidad de Sonora).[3]
- Premio de teatro (Casa de la Cultura de Hermosillo).
- Premio Nacional de Periodismo Francisco Martínez de la Vega (género artículo de fondo en San Luis Potosí).
- Reconocimiento otorgado por el Consulado Mexicano a una escritora en el extranjero.
- Invitada por la Universidad de Arizona para dar varias pláticas sobre su obra literaria.
- Invitada por la Universidad de California en la Ciudad de Fresno para dictar la conferencia "Literatura mexicana escrita por mujeres".
- Se le rindió un homenaje póstumo en el marco de la Feria del Libro Hermosillo 2019 con la reedición de su libro "Después de la montaña", evento central de la jornada de actividades (del 24 de octubre al 3 de noviembre).[4]